# Коломбель, Никола
Никола Коломбель (фр. Nicolas Colombel; 1644[…], Соттевиль-ле-Руан — 27 мая 1717[…], Париж) — французский художник.

## Биография
Родился в нормандском городке Соттевиль-ле-Руан. В раннем возрасте отправился в Париж, где учился живописи у художника Пьера Сева. В конце 1670-х годов  году на собственные средства предпринял поездку в Рим, где изучал творчество Рафаэля Санти и Пуссена, продолжателем которых считал себя впоследствии.
Коломбель прожил в Риме больше десяти лет, стал членом римской Академии Святого Луки (1686) и Конгрегации Виртуозов Пантеона, в которую входили самые известные художники и учёные того времени (1684). Проживая в Риме, Коломбель поддерживал тесные связи с местной французской общиной, в том числе и с другими французскими художниками. Значительную часть картин он писал по заказам, поступавшим из Франции, и, соответственно, отсылал многие свои работы туда.
В начале 1690-х годов Никола Коломбель вернулся во Францию. В феврале 1693 года он стал членом Королевской академии живописи и скульптуры, по протекции Пьера Миньяра, с которым подружился. С 1701 года Коломбель стал преподавателем академии.
Король Людовик XIV поручил ему украсить в качестве художника-декоратора несколько залов Версальского и Мёдонского дворцов.
Художник Никола Коломбель скончался в Париже в 1717 году.
В 2012—2013 годах Музей изящных искусств Руана провёл персональную выставку работ художника. В родном городе художника, Соттевиль-ле-Руане, его именем названа улица.

## Галерея

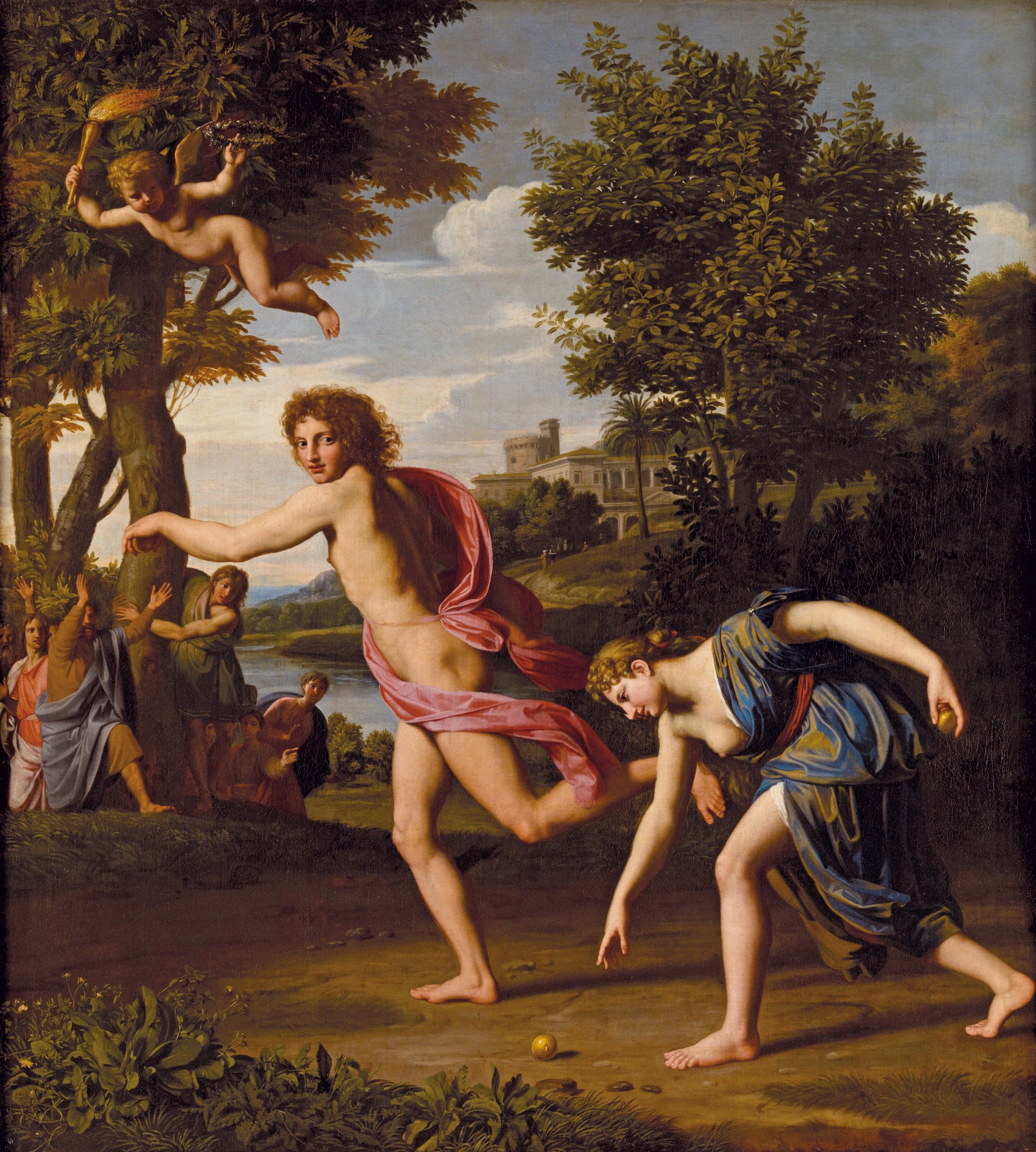
Меланион и Аталанта, ок. 1680, Вена, Дворец Лихтенштейн.
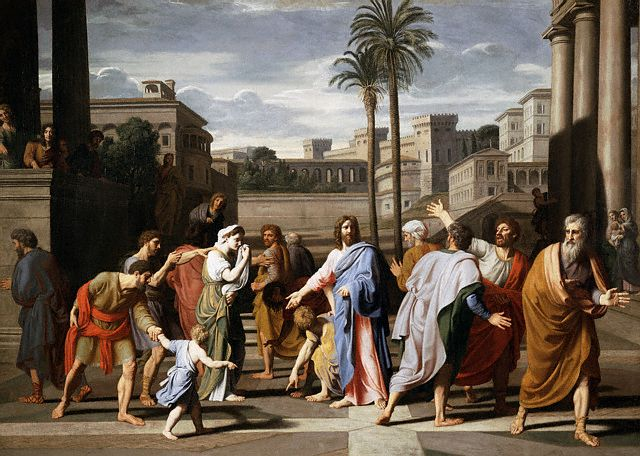
Христос и грешница, 1682, Музей изящных искусств Руана.
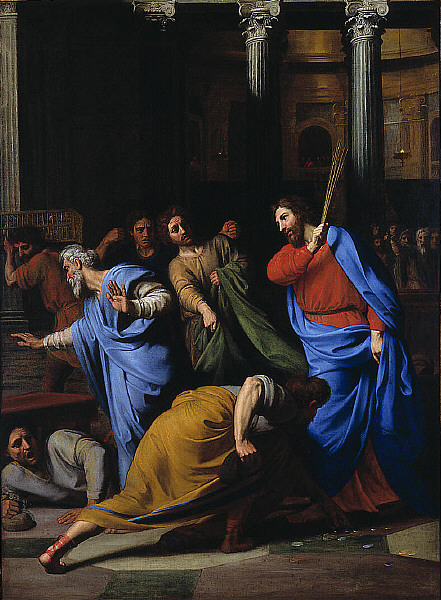
Христос изгоняет торговцев из храма, 1682, Музей изящных искусств Сент-Луиса, штат Миссури, США.
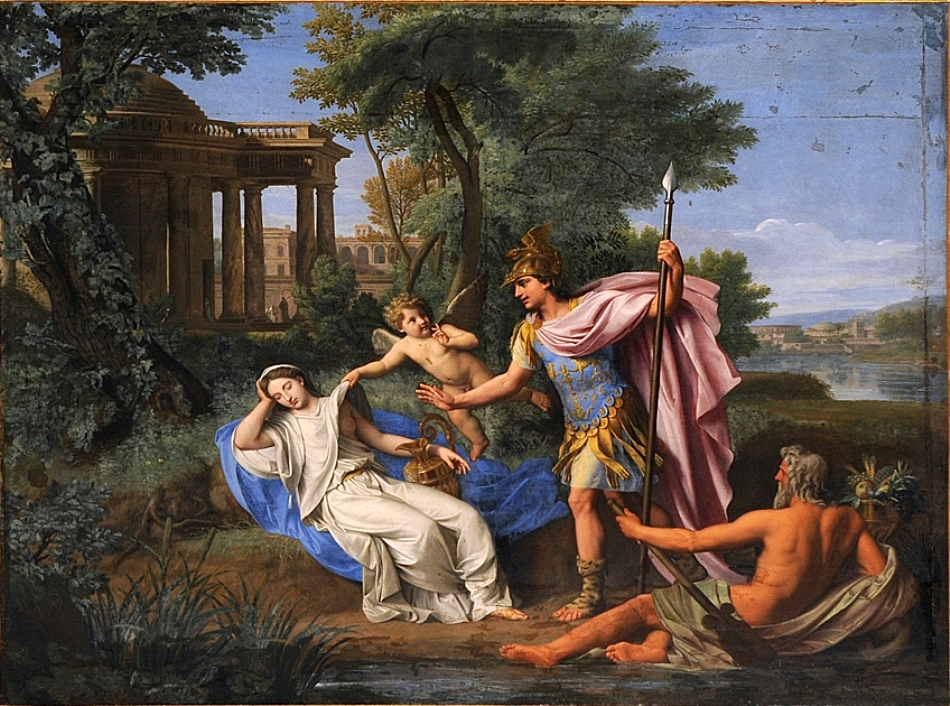
Марс и Рея, 1694, Собрание Школы изящных искусств (Париж).
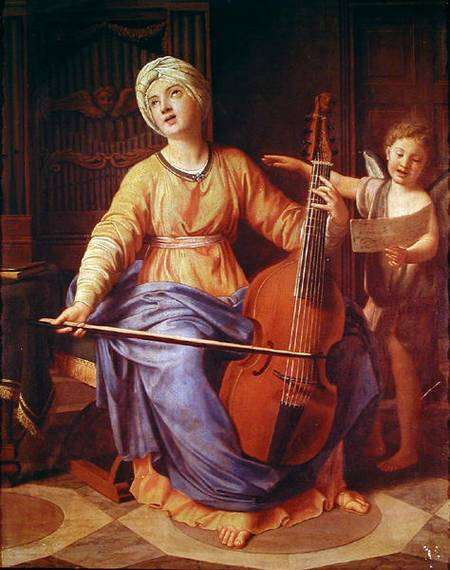
Святая Цецилия играет на виоле. После 1694, Музей изящных искусств Руана.